# 홋카이도 신칸센

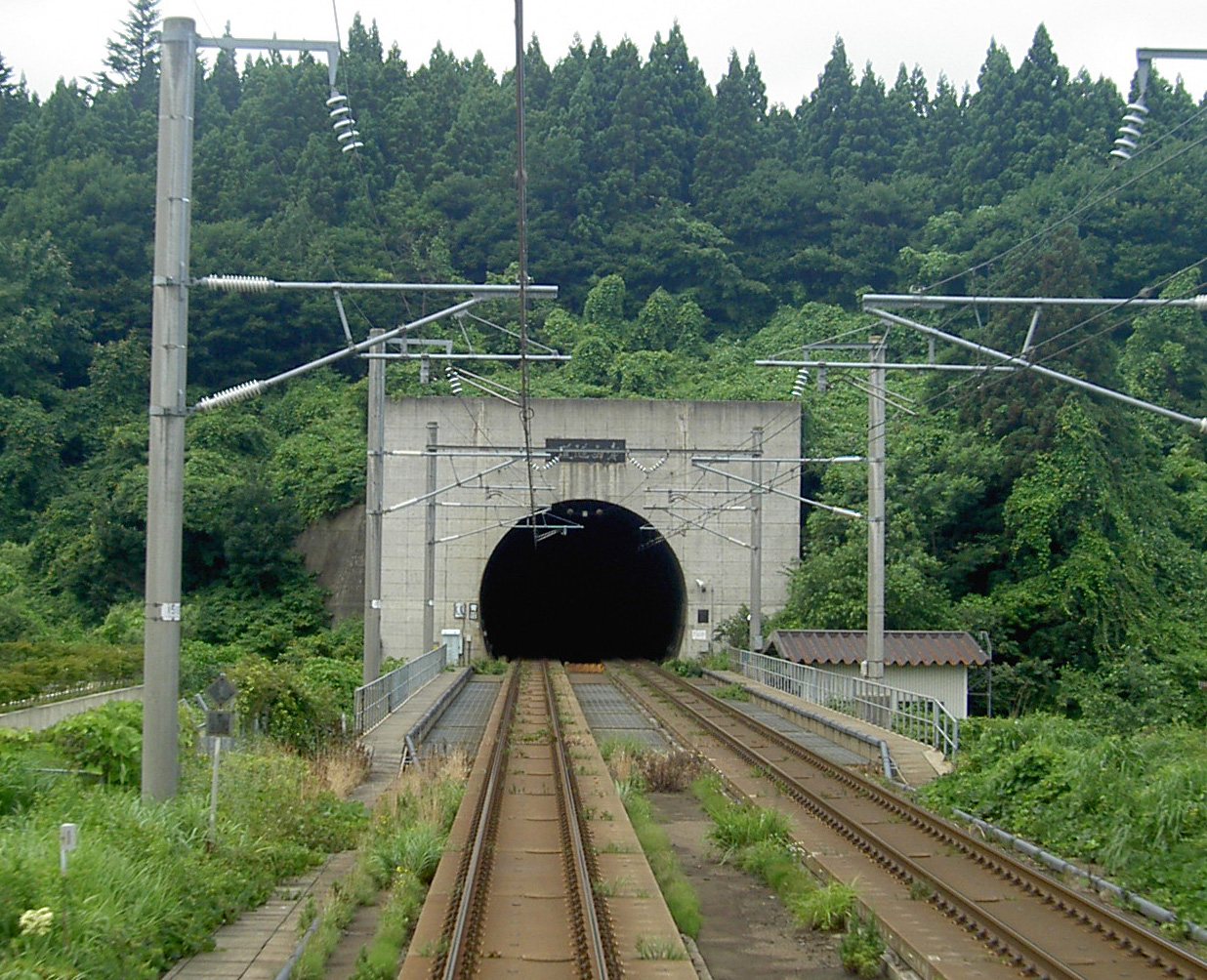
혼슈 방향에서 바라본 세이칸 터널 입구. 홋카이도 신칸센의 운행에 대비하여 협궤(케이프 궤간)하고 표준궤를 병설하였다.

홋카이도 신칸센(일본어: 北海道新幹線, ほっかいどうしんかんせん)은 일본 아오모리현 아오모리시에서 홋카이도 삿포로시 사이 구간에 신설될 예정에 있는 고속선(신칸센)이다. 해저구간인 세이칸 터널을 표준궤/협궤(케이프 궤간)를 병설하고 신아오모리역을 기점으로 삼는다.
2005년, 기존의 세이칸 터널에 표준궤를 이용한 신선 추가 공사가 시작되어 신아오모리역과 신하코다테호쿠토 역 사이 구간이 2016년 3월 26일에 개통되었다.
2012년 8월 25일 기공식 거행 이후, 신하코다테호쿠토 역에서 삿포로역 사이 구간은 장기 계획으로 고속 신선 추가 공사가 진행 중이다. 삿포로까지 신칸센이 직통으로 연결되면, 현재 도쿄에서 삿포로까지 열차 환승 대기 시간을 제외하고도 10시간 이상 걸리는 것이 5시간 정도로 줄어들게 된다. 만일 도호쿠 신칸센과 홋카이도 신칸센 전구간의 최고 시속을 360km/h로 증속한다면, 도쿄 ~ 삿포로 간의 운행 시간이 3시간 57분으로 단축될 수도 있다.

## 노선 정보
- 건설 기관 : 일본 철도건설·운수시설정비지원기구
  - 신아오모리 기점 0.673 km - 44.733 km : 아오모리 신칸센 건설국
  - 신아오모리 기점 44.733 km - 148.996 km : 홋카이도 신칸센 건설국
- 운영 기관: 홋카이도 여객철도(전 구간)[1]
- 궤간 : 1,435 mm
  - 신나카오구니 신호장 - 기코나이역 간(쓰가루 해협선)은 듀얼 게이지. 오히라 터널 갱내에서 신칸센과 재래선(1,067 mm)이 합류하면서 기코나이역 부근에서 분리된다.
- 통행 방식 : 좌측 통행
- 역 수 : 4
- 복선 구간 : 전 구간
- 전철화 구간 : 전 구간(교류 25,000 V 50 Hz)
- 열차 운행 관리 시스템 : 홋카이도 신칸센 종합 시스템 (CYGNUS)
- 구조 종별 연장 비율
  - 신아오모리 - 신하코다테호쿠토 노반 8%, 교량 4% 고가교 23%, 터널 65%
  - 신하코다테호쿠토 - 삿포로 노반 7%, 교량 3% 고가교 14%, 터널 76%
- 최고 속도: 260 km/h (재래선 공용 구간은 당분간은 140 km/h)
  - 정비 신칸센의 규격은 260 km/h으로 알려졌다. 정비 신칸센 계획의 책정 이후 차량 경량화 및 집전 장치의 개량·소음 대책 등이 진행된 것으로, 예를 들면 250 km/h 규격으로 건설된 산요 신칸센에서는 1997년부터 300 km/h 주행이 시행되었으며, 목표 최고 속도는 360 km/h이다.
- 해저 역으로 영업한 세이칸 터널 내의 정점(닷피 정점, 요시오카 정점)은 본래 계획대로 유지 보수 작업 및 대피용 거점으로서 정비·보수용 차량을 측선에 수용할 수 있다.

### 차량
| 차량 | 최고 속도 （단위 : km/h） | 최고 속도 （단위 : km/h） | 도입 시기 | 운행 중단 시기 |
| 차량 | 하야부사                  | 하야테                    | 도입 시기 | 운행 중단 시기 |
| ---- | ------------------------- | ------------------------- | --------- | -------------- |
| E5계 | 260                       | 260                       | 2009년    | 현재           |
| H5계 | 260                       | 260                       | 2014년    | 현재           |

## 역사

### 착공 전의국철시대
- 1946년 4월 : 세이칸 터널 지질 조사 시작.
- 1954년 9월 26일 : 세이칸 연락선, 도야마루 사건이 발생해 세이칸 터널 건설 계획이 본격적으로 부상.
- 1963년 2월 11일 : 홋카이도 마쓰마에 군 후쿠시마정 요시오카에서 세이칸 터널 건설 공사 착공식을 거행.
- 1967년 7월 : 일본국유철도(국철)가 전국 신칸센망 구상을 발표.
- 1970년 5월 18일 : 전국 신칸센 철도 정비법 공표.
- 1971년
  - 9월 28일 : 세이칸 터널이 공사 착수.
  - 11월 14일 : 세이칸 터널이 공사 기공식 거행.
- 1982년 6월 23일 : 도호쿠 신칸센 오미야역 - 모리오카역 간의 개업.
- 1985년 3월 14일 : 도호쿠 신칸센 우에노역 - 오미야 역 사이 연신 개업.

### 착공 전의 JR 홋카이도 출범 후
- 1987년
  - 4월 1일 : 국철 분할 민영화에 따라, JR 각사 및 신칸센 철도 보유기구 발족. 홋카이도 신칸센은 홋카이도 여객철도(JR 홋카이도)의 관할로 편성.
  - 11월: 세이칸 터널 완성.
- 1988년
  - 3월 13일 : 쓰가루 해협선 개업. 쓰가루 연락선 폐지.
  - 8월 11일 : 교통부가 정비 신칸센의 잠정 정비 계획안을 발표. 정부·여당 합의에 따라 정비 신칸센 착공 우선 순위 결정.
- 1989년 1월 17일 : 정부·여당 합의에 따라 정비 신칸센의 이전 재원 계획 수립.
- 1990년 12월 24일 : 정부·여당 합의에서 병행 재래선을 JR에서 경영 분리하는 것을 명기.
- 1991년 10월 1일 : 신칸센 철도 보유기구가 해산, 철도 정비 기금 설립.
- 1997년
  - 5월 30일: 전국 신칸센 철도 정비법 개정 법률 공포 (재원 체계의 재검토).
  - 10월 1일: 철도 정비 기금이 선박 정비 공단과 통합하여 운수 시설 정비 사업단 설립.
- 1998년 10월 8일 : 홋카이도 신칸센 신아오모리역 - 삿포로역 간 환경 영향 평가 착수.
- 2002년
  - 1월 8일 : 홋카이도 신칸센 신아오모리 역 - 삿포로 역 간 환경 영향 평가 종료.
  - 12월 1일 : 도호쿠 신칸센 모리오카 역 - 하치노헤역 간 연신 개업.
- 2003년 10월 1일 : 일본 철도건설 공단과 운수 시설 정비 사업단을 통합하여 일본 철도건설·운수시설정비지원기구 설립.

### 착공 후
- 2005년
  - 5월 22일 : 신아오모리 역 - 신하코다테 역 (가칭) 동안 규격 신칸센으로 착공. 하코다테 본선 오시마오노 역에서 건설 공사 기공식을 실시.
  - 9월 : 기코나이역 - 신하코다테 역 (가칭) 사이의 오시마토베쓰토 터널 착공.
- 2006년
  - 4월 3일 : 하코다테 종합 차량 기지 부지 측량 현지 작업 시작.
  - 6월 19일 : 하코다테 항에 신칸센 궤도 레일 첫 양륙.
- 2007년 1월 25일 : 신아오모리 역 - 신하코다테 역 (가칭) 사이의 레일 부설 시작.
- 2010년 12월 4일 : 도호쿠 신칸센 하치노헤 역 - 신아오모리 역 구간이 연장 개통.
- 2012년
  - 6월 29일 : 국토교통성이 일본 철도건설·운수시설정비지원기구에 대해 홋카이도 신칸센의 신하코다테 역 (가칭) - 삿포로 역 간의 신칸센을 풀 규격으로 승인 및 착수하게 함.
  - 8월 25일 : 오사만베쵸에서 신하코다테 역 (가칭) - 삿포로 역 간 기공식 거행.
- 2014년
  - 4월 16일 : 홋카이도 신칸센 차량으로 H5계의 개요 디자인을 정식 발표.[2]
  - 4월 30일 : 홋카이도와 JR 홋카이도가 에사시 선의 고료카쿠 역 - 기코나이역 사이를 운영하는 제3섹터 철도 회사의 안전 운행 체제 구축 및 병행 재래선에 대한 협력 내용에 대하여 기본 합의를 체결.
  - 5월 12일 : 에사시 선 기코나이역 - 에사시역 사이 폐지. 버스 노선으로 전환.
  - 6월 11일 : JR 홋카이도가 정례 기자 회견에서 신아오모리 역 - 신하코다테 역 (가칭) 사이의 역명 및 신호장 이름을 발표.
  - 6월 16일 : 홋카이도 측 신설 구간의 가선 통전 시험 시작.
- 2015년
  - 6월 30일 : 오쿠쓰가루이마베쓰 역의 역사 완공.
  - 7월 24일 : 기코나이역의 역사 완성.
  - 9월 16일 : 신아오모리 역 - 신하코다테호쿠토역 사이의 개업일을 2016년 3월 26일로 발표. 동시에 운행 편성도 발표되어 1일 13회 왕복, 그 중 10회 왕복은 환승 없이 신하코다테호쿠토 역과 도쿄역을 직결 운행.
  - 10월 13일 : 신아오모리 역 - 신하코다테호쿠토 역 사이의 운임·요금 발표.
- 2016년
  - 1월 28일 : 보도 기관용 시승회 실시.
  - 3월 26일 : 신아오모리 역 - 신하코다테호쿠토 역 구간 개업.[3]

### 향후 계획
- 미정 : 홋카이도 신칸센 신하코다테호쿠토 역 - 삿포로 역 구간 개업 (예정).[4]

## 역 목록
| 한글 표기명                                              | 일본어 표기명                                            | 누적 거리 (km) (신아오모리 역 기점)                      | 누적 거리 (km) (도쿄역 기점)                             | 환승 노선 | 역사 위치                                                | 역사 위치                                                |
| 2016년 3월 26일 개통구간 (신아오모리 ~ 신하코다테호쿠토) | 2016년 3월 26일 개통구간 (신아오모리 ~ 신하코다테호쿠토) | 2016년 3월 26일 개통구간 (신아오모리 ~ 신하코다테호쿠토) | 2016년 3월 26일 개통구간 (신아오모리 ~ 신하코다테호쿠토) | 2016년 3월 26일 개통구간 (신아오모리 ~ 신하코다테호쿠토)                                                         | 2016년 3월 26일 개통구간 (신아오모리 ~ 신하코다테호쿠토) | 2016년 3월 26일 개통구간 (신아오모리 ~ 신하코다테호쿠토) |
| -------------------------------------------------------- | -------------------------------------------------------- | -------------------------------------------------------- | -------------------------------------------------------- | --- | -------------------------------------------------------- | -------------------------------------------------------- |
| 신아오모리                                               | 新青森                                                   | 0.0                                                      | 674.9                                                    | 동일본 여객철도 도호쿠 신칸센 (도쿄역까지 직결운행) · ■ 오우 본선                                                | 아오모리시                                               | 아오모리현                                               |
| 오쿠쓰가루이마베쓰                                       | 奥津軽いまべつ                                           | 38.5                                                     | 713.4                                                    | 동일본 여객철도 ■ 쓰가루 선 (쓰가루후타마타역)                                                                   | 히가시쓰가루군 이마베쓰정                                | 아오모리현                                               |
| (닷피 정점)                                              | 竜飛定点                                                 | 58.0                                                     | 732.9                                                    | | 히가시쓰가루군 소토가하마정                              | 아오모리현                                               |
| (세이칸 터널)                                            |                                                          |                                                          |                                                          | |                                                          |                                                          |
| (요시오카 정점)                                          | 吉岡定点                                                 | 81.0                                                     | 755.9                                                    | | 마쓰마에 군 후쿠시마정                                   | 홋카이도                                                 |
| 기코나이                                                 | 木古内                                                   | 113.3                                                    | 788.2                                                    | 도난 이사리비 철도 ■ 도난 이사리비 철도선                                                                        | 가미이소 군 기코나이정                                   | 홋카이도                                                 |
| 신하코다테호쿠토                                         | 新函館北斗                                               | 148.8                                                    | 823.7                                                    | 홋카이도 여객철도 ■ 하코다테 본선                                                                                | 호쿠토시                                                 | 홋카이도                                                 |
| 건설 중인 노선 (개통 미정, 신하코다테호쿠토 ~ 삿포로)    |                                                          |                                                          |                                                          | |                                                          | 홋카이도                                                 |
| 신야쿠모(가칭)                                           | 新八雲                                                   | 202.9                                                    | 877.8                                                    | (신칸센 전용 역)                                                                                                 | 후타미 군 야쿠모정                                       | 홋카이도                                                 |
| 오샤만베                                                 | 長万部                                                   | 235.9                                                    | 910.8                                                    | 홋카이도 여객철도 ■ 하코다테 본선 · ■ 무로란 본선                                                                | 야마코시 군 오샤만베정                                   | 홋카이도                                                 |
| 굿찬                                                     | 倶知安                                                   | 290.3                                                    | 965.2                                                    | 홋카이도 여객철도 ■ 하코다테 본선                                                                                | 아부타 군 굿찬정                                         | 홋카이도                                                 |
| 신오타루(가칭)                                           | 新小樽                                                   | 328.3                                                    | 1003.2                                                   | (신칸센 전용 역)                                                                                                 | 오타루시                                                 | 홋카이도                                                 |
| 삿포로                                                   | 札幌                                                     | 360.3                                                    | 1035.2                                                   | 홋카이도 여객철도 ■ 하코다테 본선 · ■ 지토세 선 · ■ 가쿠엔토시선 삿포로시 교통국 지하철 난보쿠선 · 지하철 도호선 | 삿포로시 주오구 · 기타구                                 | 홋카이도                                                 |

### 각 역의 구조
각 역 구내 배선 및 홈 형식을 표로 나타낸다.
원칙으로서 모든 열차가 정차하여 통과 열차가 없는 역에서는 "2면 4선"의 구내 배선이 기본이 된다. 즉, 섬식 홈을 2면 배치하여 정류장은 상하선에 각각 2개소, 총 4곳을 마련하는 구조이다. 상하선 모두 각각 2개의 열차가 동시에 정차 가능하고, 상호 환승이 가능한 배선이다.
통과 열차가 있는 역에서는, 본선(통과선)에 직접 홈을 마련하지 않고, 본선과는 별도로 대피선을 설치한 후에 홈을 마련하는 구조가 기본이다. 이는 홈의 이용객과 고속으로 통과하는 열차 사이에 거리를 확보하여 풍압 등에 의한 사고를 막는 것이 목적이다.
| 배선 분류 | 2면4선       | 2면2선+상행 통과선    | 2면2선+하행 통과선 | 2면2선             |
| 구내도    |              |                       |                    |                    |
| 해당역    | 신아오모리역 | 오쿠쓰가루이마베쓰 역 | 기코나이역         | 신하코다테호쿠토역 |

## 운행 형태

### 운행 계통
| 열차 등급                      | 신아오모리 | 오쿠쓰가루이마베쓰 | 기코나이 | 신하코다테호쿠토 |
| ------------------------------ | ---------- | ------------------ | -------- | ---------------- |
| 하야부사                       | ●          | ■                  | ■        | ●                |
| 하야테                         | ●          | ●                  | ●        | ●                |
| ●＝정차；■＝일부 정차；↔＝통과 |            |                    |          |                  |

- 홋카이도·도호쿠 신칸센 하야부사

1. 도쿄 방면 : 신하코다테호쿠토 역 기준으로 오전 5회, 오후 9회 출발, 오후 출발편 중 하야부사 96호(19:37 출발)는 센다이행, 이외 전편 도쿄행.
2. 신하코다테호쿠토 방면 : 도쿄역 기준으로 오전 6회, 오후 7회 출발, 센다이역에서 오전 1회 시발.

- 홋카이도 신칸센 하야테

1. 하행 : 신하코다테호쿠토 역에서 20:39(모리오카 행), 21:59(신아오모리 행) 출발.
2. 상행 : 신아오모리 역에서 6:32, 모리오카역에서 6:54 시발(모두 신하코다테호쿠토 행).